# Diputació provincial de Barcelona (1833-1931)
La Diputació provincial de Barcelona fou l'òrgan de govern d'una de les quatre províncies espanyoles en les quals fou dividida Catalunya el 1833.
Durant les Corts de Cadis es va proposar una divisió provincial d'Espanya que no va entrar en vigor en la que la província de Barcelona limitava amb el riu Llobregat pel sud i incloïa la zona de Girona. El 1822 es va aprovar una nova divisió provincial amb capital a Barcelona que rebia el nom de Província de Catalunya, que excloïa el Penedès i incloïa la Cerdanya. Finalment i mitjançant una simple circular el 30 de novembre de 1833 es va aprovar la proposta del secretari d'estat de Foment Javier de Burgos i entrà en vigor la Divisió territorial d'Espanya de 1833. Espanya fou dividida en 49 províncies que van rebre el nom dels seus capitals (excepte quatre d'elles, que van conservar les seves antigues denominacions: Navarra, amb capital a Pamplona, Àlaba amb Vitòria, Guipúscoa amb Sant Sebastià i Biscaia amb Bilbao). El projecte de Javier de Burgos és pràcticament el mateix que el de 1822, però sense les províncies de Calatayud, Villafranca del Bierzo i Xàtiva; a més, altres províncies canvien de nom al canviar de capital. La mateixa circular que va crear la divisió provincial va agrupar les províncies en "regions històriques", però no obstant això, no es pretenia crear cap nivell administratiu superior al provincial. Així, les regions definides no tenien cap mena de competència o òrgan administratiu o jurisdiccional comú a les províncies que agrupava, tenint l'adscripció a regions un caràcter classificatori, sense pretensions d'operativitat administrativa
Malgrat que és a nivell teòric s'acceptava l'existència de «regions històriques», a partir d'aleshores Catalunya, així com la resta de territoris històrics d'Espanya, deixà de tenir un òrgan de govern unificat i fou esquarterat en petites divisions provincials autònomes sense cap connexió entre elles. Aquest esquarterament territorial fou interromput pel projecte carlí de tornar a unificar Catalunya sota un govern autònom, la Diputació de Catalunya. La derrota carlina a la Tercera Guerra Carlina restablí la divisió territorial que es mantingué fins al 1914, any en què les quatre províncies en les quals havia estat esquarterada Catalunya foren unificades en la Mancomunitat de Catalunya.